# Aalweber

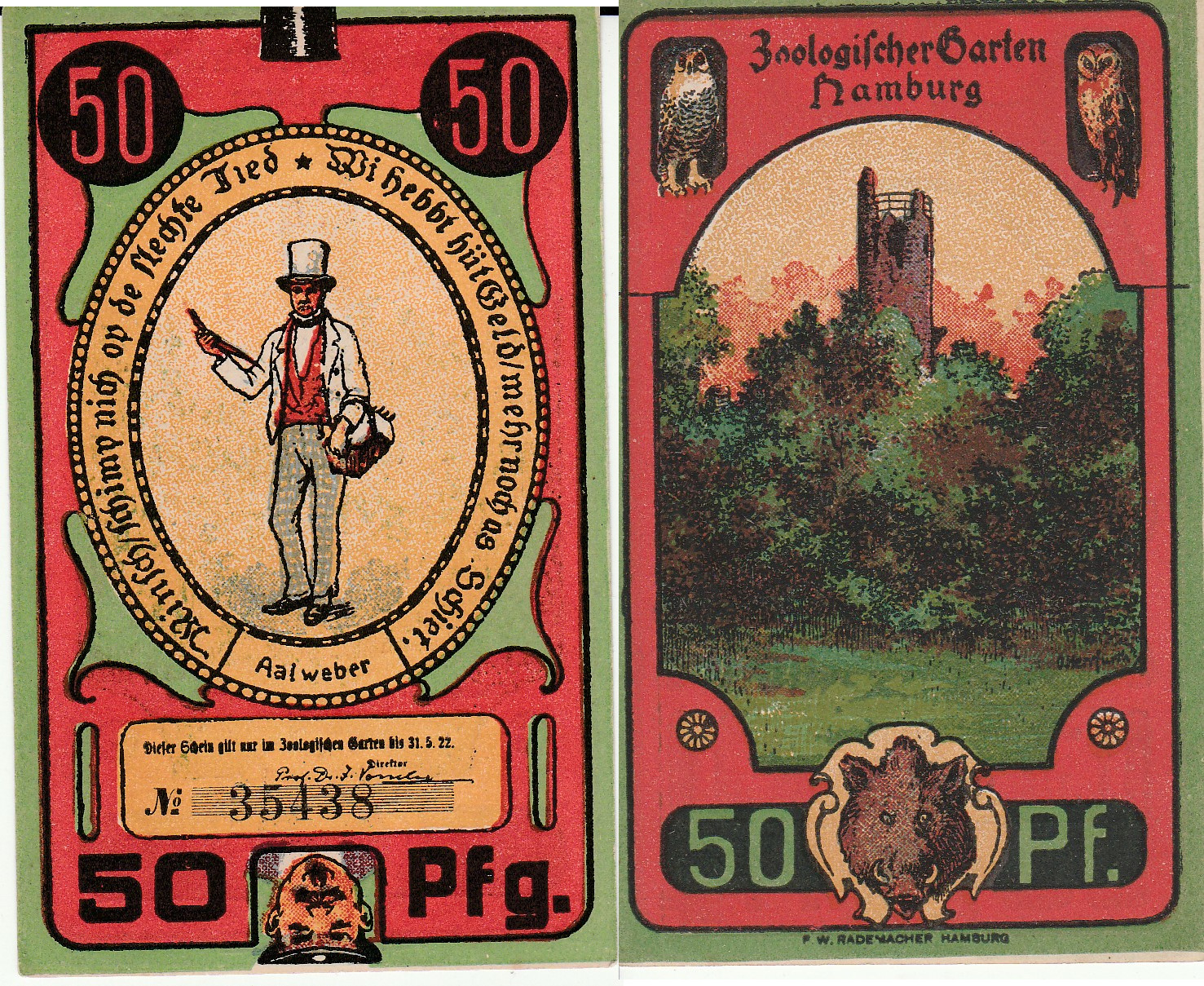
Darstellung des „Aalwebers“ auf einem Notgeldschein des Hamburger Zoos aus dem Jahr 1922

Aalweber, bürgerlich Johann Jürgen Weber oder Karl Weber (* um 1780 in Bremerlehe; † 24. August 1855 in Hamburg), war ein deutscher Bürstenbinder und Aalverkäufer, der als Hamburger Original gilt.

## Leben
Weber war eigentlich Bürstenbinder, der vormittags in Hamburg als Straßenverkäufer mit einer Karre umherzog und seine Bürsten verkaufte. Nachmittags und am Abend ging er durch die Straßen und Kneipen um geräucherte Aale zu verkaufen. Er war bekannt für seine originellen Verkaufssprüche. Dabei pries er die Ware in Versen an, etwa:
„Aal, rökert Aal!

Madam, kumm gau herdal,

De Köksch de sitt in Kellerlock

Und flickt ehrn Krenolinenrock.“

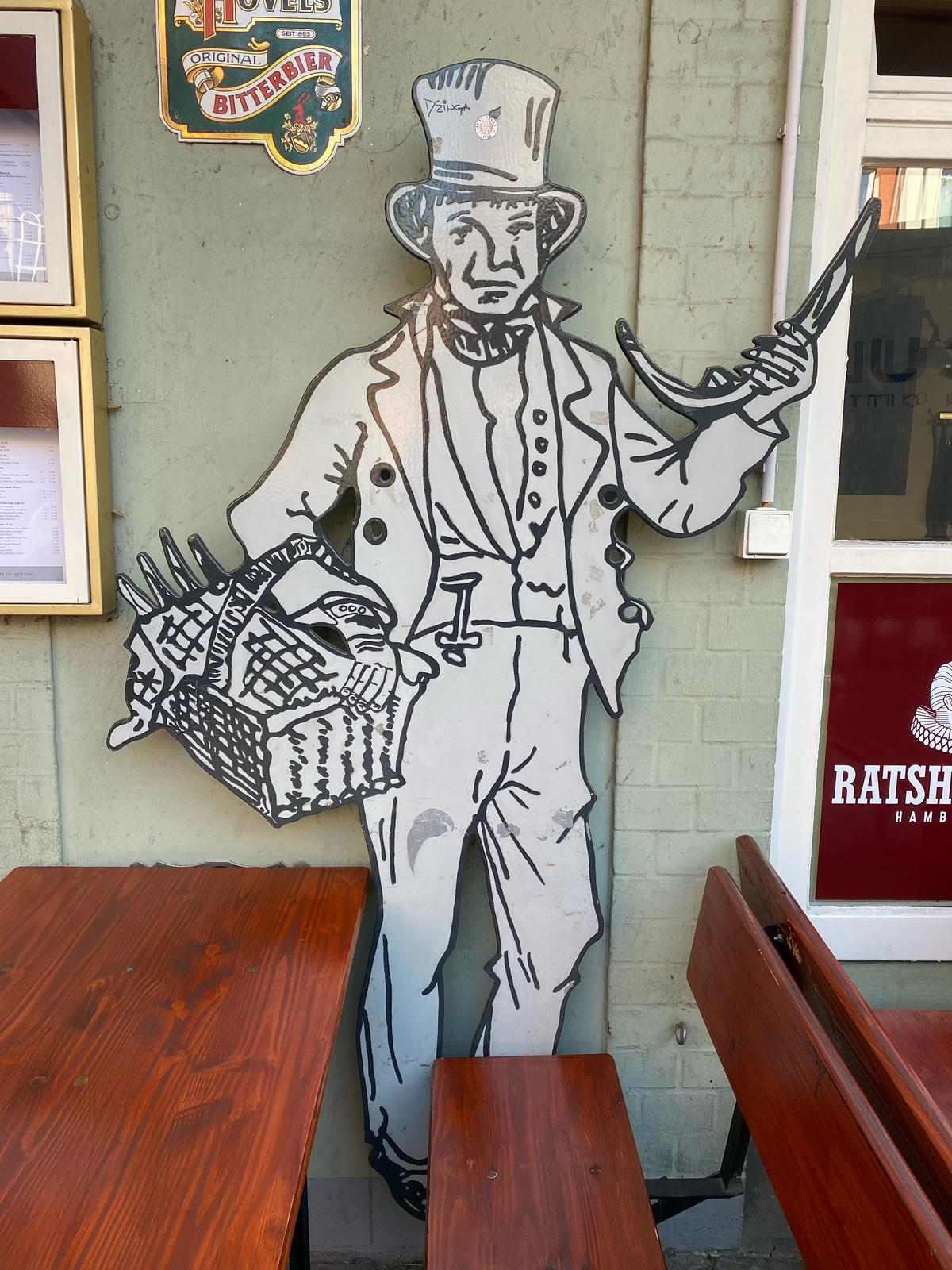
Relief am Haus Koppel 2

Weber fiel auch durch seine Kleidung auf, die er bei den Verkaufstouren trug. Er war mit einer weißen Hose und roter Weste bekleidet. Darüber trug er eine offene Jacke und auf dem Kopf hatte er einen auffälligen Filzhut. An Kleidung und Hut befestigte er Blumen, so wie es damals auch Hochzeitsbitter taten. Die Aale, die er zum Verkauf in einem Korb mit sich trug, erwarb Weber gelegentlich in der Fischhandlung von Hagenbeck in St. Pauli. Auf Hamburger Volksfesten wie Lämmermarkt und Waisengrün war Weber mit einer Bude für den Aalverkauf vertreten, die bei der Bevölkerung großen Zuspruch fand.
Weber war verheiratet mit Catharina Maria Mull († 1830). Am 31. Mai 1835 erfolgte die zweite Eheschließung mit Elisabeth Margaretha Fraerichs, verwitwete Ebel. Er starb 1855 in einem Armenhaus.
Aalweber ist in Hamburg in Erinnerung geblieben und wird als Original bezeichnet. Auf private Initiative wurde 2011 in Hamburg-St. Georg, Koppel 2, ein Stahlrelief zum Gedenken an Aalweber angebracht.